# The True Story of Frank Zappa's 200 Motels
The True Story of Frank Zappa's 200 Motels je dokumentární film Franka Zappy z roku 1989. Film popisuje natáčení filmu 200 Motels z roku 1971.

## Hrají
Všichni hrají sami sebe
- Theodore Bikel
- Jimmy Carl Black
- George Duke
- Aynsley Dunbar
- Janet Ferguson
- Howard Kaylan
- Martin Lickert
- Lucy Offerall
- Don Preston
- Euclid James „Motorhead“ Sherwood
- Ringo Starr
- Ian Underwood
- Mark Volman
- Sarina-Marie Volman
- Frank Zappa